# North Star Grand Prix
Le North Star Grand Prix (Nature Valley Grand Prix jusqu'en 2013) est une course cycliste sur route par étapes américaine disputée dans le Minnesota. Il a été créé en 2001, comprend une course masculine et une course féminine et fait partie de l'USA Cycling National Racing Calendar. Il est organisé dans le cadre du Midwest Bicycle Festival, une manifestation cycliste dont les recettes sont reversées à un hôpital pour enfants. Il porte le nom de son principal sponsor, Nature Valley, une marque de barres de céréales commercialisée par General Mills.

## Palmarès

### Hommes
| Année | Vainqueur          | Deuxième             | Troisième             |
| ----- | ------------------ | -------------------- | --------------------- |
| 1999  | Dale Sedgewick     |                      |                       |
| 2000  | Robbie Ventura     |                      |                       |
| 2001  | Frank McCormack    | Kirk O'Bee           |                       |
| 2002  | John Lieswyn       | Christopher Horner   | Robert Ventura        |
| 2003  | Trent Klasna       | Viktor Rapinski      | John Lieswyn          |
| 2004  | Ben Jacques-Maynes | Caleb Manion         | Jason Lokkesmoe       |
| 2005  | John Lieswyn       | Aaron Olsen          | Brian Jensen          |
| 2006  | Karl Menzies       | Greg Henderson       | Nathan O'Neill        |
| 2007  | Ivan Stević        | Rory Sutherland      | Kirk O'Bee            |
| 2008  | Rory Sutherland    | John Murphy          | Ivan Stević           |
| 2009  | Rory Sutherland    | Tom Zirbel           | Lucas Sebastián Haedo |
| 2010  | Rory Sutherland    | Scott Zwizanski      | David Veilleux        |
| 2011  | Jesse Anthony      | Bernard Van Ulden    | Luis Amarán           |
| 2012  | Tom Zirbel         | Ben Jacques-Maynes   | Andrés Miguel Díaz    |
| 2013  | Michael Friedman   | Andrés Miguel Díaz   | Eric Marcotte         |
| 2014  | Ryan Anderson      | Luis Amarán          | Jesse Anthony         |
| 2015  | Tom Zirbel         | Mac Brennan          | Nicolae Tanovitchii   |
| 2016  | Evan Huffman       | Charles Bradley Huff | Tom Zirbel            |
| 2017  | Colin Joyce        | Brandon McNulty      | Bryan Gómez           |

### Femmes
| Année            | Vainqueur          | Deuxième                  | Troisième           |                  |
| ---------------- | ------------------ | ------------------------- | ------------------- | ---------------- |
| 1999             | Odessa Gunn        |                           |                     |                  |
| 2000             | Rebecca Quinn      |                           |                     |                  |
| 2001             | Suzanne Sonye      |                           |                     |                  |
| 2002             | Laura Van Gilder   | Kimberley Langton-Davidge | Teresa Moriarty     |                  |
| 2003             | Katie Mactier      | Manon Jutras              | Karen Bockel        |                  |
| 2004             | Lyne Bessette      | Katrina Berger            | Annette Beutler     |                  |
| 2005             | Christine Thorburn | Tina Pic                  | Kori Seehafer       |                  |
| 2006             | Kristin Armstrong  | Kori Seehafer             | Christine Thorburn  |                  |
| 2007             | Kristin Armstrong  | Mara Abbott               | Alexandra Wrubleski |                  |
| 2008             | Kristin Armstrong  | Katharine Carroll         | Anne Samplonius     |                  |
| 2009             | Kristin Armstrong  | Shelley Olds              | Alison Powers       |                  |
| 2010             | Shelley Evans      | Evelyn Stevens            | Ruth Corset         |                  |
| 2011             | Amber Neben        | Erinne Willock            | Kristin Armstrong   |                  |
| 2012             | Carmen Small       | Emilia Fahlin             | Jade Wilcoxson      |                  |
| 2013             | Shelley Olds       | Jade Wilcoxson            | Carmen Small        |                  |
| 2014             | Carmen Small       | Alison Powers             | Leah Kirchmann      |                  |
| 2015 Non-disputé |                    |                           |                     |                  |
| 2016             | Brianna Walle      | Lauretta Hanson           | Coryn Rivera        |                  |
| 2017             | Emma White         | Marlies Mejías            | Ruth Edwards        |                  |
| 2018 Non-disputé |                    |                           |                     |                  |
| 2019             | annulé/abandonné   | annulé/abandonné          | annulé/abandonné    | annulé/abandonné |